# Compte d'utilisateur

Icône d'utilisateur de l'ensemble Nuvola.

Un compte d'utilisateur est l'ensemble des ressources informatiques attribuées à un utilisateur ou à un appareil (ordinateur, périphérique...). Un compte d'utilisateur ne peut être exploité qu'en s'enregistrant auprès d'un système à l'aide de son identifiant (généralement un nom d'utilisateur) et de son authentifiant tel qu'un mot de passe. Cette procédure se dit « s'enregistrer » mais on utilise plus couramment le terme anglais login qui désigne le compte proprement dit.

## Type de compte

### Compte d'utilisateur universel
On accède généralement à un compte d'utilisateur universel à l'aide d'une authentification unique (Single Sign-On, ou SSO en anglais) qui rassemble tous les comptes des différents systèmes affectés au même utilisateur.
Pour les systèmes Windows qui communiquent avec un serveur d'annuaire Active Directory, le compte d'utilisateur principal est accessible grâce au nom d'utilisateur principal UPN (User Principal Name) qui est au format de message texte internet ARPA IETF RFC 822. Il s'écrit sous la forme utilisateur@domaine ou le caractère @ sépare le préfixe qui désigne l'utilisateur du suffixe UPN qui indique le réseau sur lequel on se connecte. Ce réseau est appelé le domaine. Ces comptes sont associés à un numéro unique à l’échelle du monde appelé SID (pour Security IDentifier en anglais.)
Historiquement on utilisait un serveur NIS comme serveur d’annuaire pour s'authentifier sur un réseau de poste sous Unix, Linux et Mac OS.

### Compte d'utilisateur d'un système d'exploitation
Le compte d'utilisateur d'un système d'exploitation permet l'ouverture d'une session donnant des droits d’accès aux différents éléments du système ainsi qu'a une interface homme machine personnalisée.
Avec le système Microsoft Windows ils s'écrivent sous la forme hôte\utilisateur ou l'hôte est le nom du poste ou du serveur de domaine qui stocke l'annuaire des comptes auprès duquel on souhaite s'identifier. Ce nom de compte est associé à un numéro unique à l'échelle d'un réseau privé appelé RID (pour Relative IDentifier.). Avec les systèmes de type Unix Linux et Mac OS cet identifiant est nommé UID (pour User IDentifier en anglais.)
Les utilisateurs peuvent, selon le système d'exploitation, appartenir à un ou plusieurs groupes, définis par un nom. On peut attribuer des droits spécifiques à ces groupes, dont bénéficient tous les utilisateurs qui y appartiennent.

## Modélisation dans WBEM
Cette modélisation ne s'applique qu'aux utilisateurs d'un système d'exploitation. Le schéma CIM qui fait partie du Common Information Model, représente un compte utilisateur Windows avec la classe Win32_UserAccount. Sous Linux, le logiciel OpenLMI utilise à cet effet la classe LMI_Account. Notons qu'au-delà d'une similitude d'emploi, ces deux types ont des fonctionnalités profondément différentes.